# Handel Medallion
Das Handel Medallion (Händel-Medaille) ist ein von der Stadt New York verliehener Preis zur Ehrung von Persönlichkeiten, die in höchstem Maße zum intellektuellen und kulturellen Leben der Stadt beigetragen haben.
Die Erstverleihung fand 1959 statt, am 200. Todestag des Komponisten Georg Friedrich Händel, nach dem der Preis benannt ist.

## Preisträger
- 1964 – Sidney Poitier
- 1966 – David Sarnoff, Justino Díaz, Benny Goodman
- 1967 – Marc Chagall, Richard Tucker, Richard Rodgers, William Schuman
- 1969 – Claire Raphael Reis
- 1970 – George Balanchine, Robert Merrill, Aaron Copland, Alice Tully, Martha Graham
- 1971 – Joseph Papp
- 1972 – Marian Anderson, Harold Arlen, Charlie Chaplin, Dizzy Gillespie, Elia Kazan
- 1973 – Duke Ellington, Melissa Hayden, Lincoln Kirstein, Oratorio Society of New York, Beverly Sills, Geraldine Fitzgerald
- 1976 – George Abbott, Margot Fonteyn, Agnes de Mille, Jerome Robbins
- 1977 – Leonard Bernstein
- 1978 – Elliott Carter
- 1980 – Marilyn Horne
- 1981 – Lena Horne, Robert Joffrey
- 1982 – John Lennon
- 1985 – Leontyne Price
- 1986 – Antony Tudor
- 1988 – Alvin Ailey
- 1989 – Alexandra Danilowa, Charles Wadsworth
- 1993 – Arthur Mitchell
- 1997 – Skitch Henderson
- 1999 – Merce Cunningham
- 2002 – Licia Albanese, Roberta Peters

Jahr der Verleihung unbekannt:
- Ivan Davis
- Gary Graffman
- Kitty Carlisle
- Jaime Laredo
- Vincent La Selva
- Yehudi Menuhin
- Renata Tebaldi
- Peter Wilhousky